# ペリメーレー
ペリメーレー（古希: Περιμήλη, Perimēlē）は、ギリシア神話の女性である。長母音を省略してペリメレとも表記される。主に3人知られている。
- アミュターオーンの娘
- アドメートスの娘
- ヒッポダマースの娘

以下に説明する。

## アミュターオーンの娘
このペリメーレーはアミュターオーンの娘で、ビアース、メラムプース、アイオリアーと兄妹。ラピテース族のアンティオーンとの間にイクシーオーンを生んだ。

## アドメートスの娘
このペリメーレーは、テッサリアー地方のペライの王アドメートスの娘。プリクソスの息子アルゴスとの間にマグネースを生んだ。マグネーシアーの地名はこの人物に由来しているという。またマグネースにはヒュメナイオスという息子がおり、アポローンが彼に恋をしたという。

## ヒッポダマースの娘
このペリメーレーはヒッポダマースの娘で、エキーナデス群島の島の1つに身を変じたと言われる。ペリメーレーは河神アケローオスに愛されたが、父ヒッポダマースはそのことに怒り、彼女を溺死させようと思って海に投げ込んだ。しかしアケローオスがペリメーレーを受け止め、彼女に土地を与えるかあるいは彼女自身を土地に変えることを海神ポセイドーンに願った。アケローオスの願いは聞き届けられ、ペリメーレーはエキーナデス群島の島となった。